# El Monte (Chile)

El Monte é uma comuna da Província de Talagante, na Região Metropolitana de Santiago, no Chile. Integra juntamente com as comunas de Alhué, Curacaví, Isla de Maipo, María Pinto, Melipilla, Peñaflor, Padre Hurtado, Talagante e San Pedro o Distrito Eleitoral N° 31 e pertence a Circunscrição Senatorial 7ª da XIII Região Metropolitana de Santiago.
A comuna localiza-se a sudoeste de Santiago, limitando-se: a norte com Padre Hurtado; a leste com Peñaflor e Talagante; a sul com Isla de Maipo ; a norte e oeste Melipilla.

## Historia

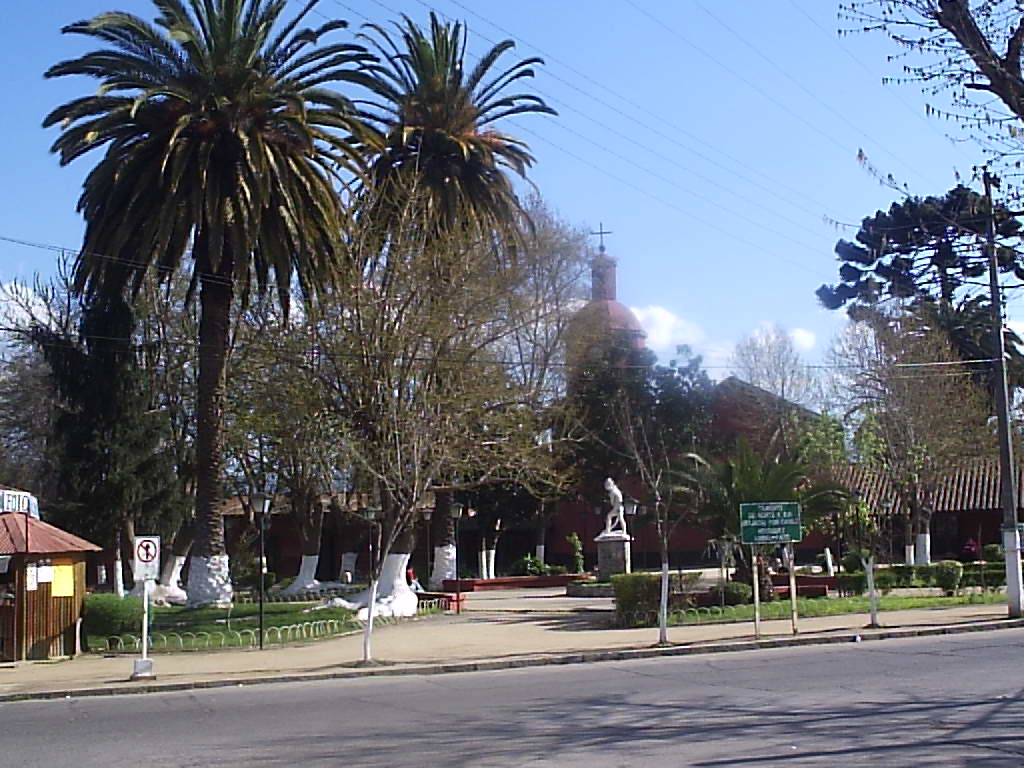
"Plaza Independencia" em El Monte com a Paróquia de São Francisco ao fundo.

Antes da chegada de Pedro de Valdivia, existia uma localidade chamado Llopeo, no entorno do local onde hoje se localiza a comuna. Em 1535 chegaram os sacerdotes franciscanos no local que atualmente se chama El Tejar; este local estava rodeado de montanhas e bosques, recebendo o nome de San Francisco de El Monte.
Além dos Llopeo existiam outras localidades indígenas: Alhué, Puangue, Chiñigue, Calera de Tango, Pelvín (atual Peñaflor), Melipilla, Paicoa e Talagante.
Em 1682, os franciscanos edificaram o templo que hoje é ocupada a Paróquia San Francisco e transferiram o convento para o novo prédio. Ao seu redor começou a formar-se uma aldeia para a qual transferiram-se muitos índios de Llopeo. Ao mesmo tempo, chegaram muitos espanhóis e mestiços.
Durante o século XVII, San Francisco de El Monte foi adquirindo notável importância. Assim em 1780 foi solicitada para a aldeia o título de "Vila", status que não foi conferido até um século depois, pelo decreto de 12 de setembro de 1895. A mestiçagem e a vida agrícola foram as características marcantes da vida de San Francisco de El Monte, no século XVII. A aldeia constituía nesta época a mais pura demonstração do que era uma localidade chilena.

## Atrativos turísticos de El Monte

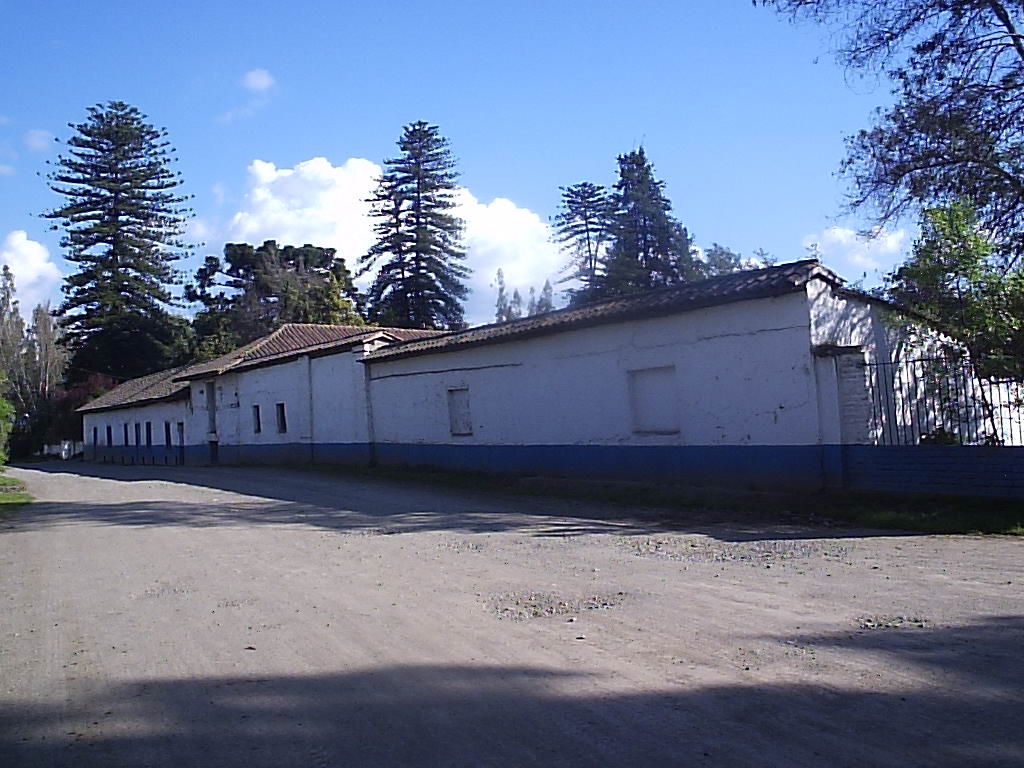
Fazenda San Miguel de El Monte, propriedade da família Carrera.

El Monte é lugar interessante de conhecer, destacam-se a Igreja San Francisco lugar de suma importância para a localidade, a fazenda de San Miguel de El Monte. El Monte, segundo suas autoridades, foi denominada como "Donde nace la Patria" o que se supõe ser neste local onde habitariam responsáveis diretos da independência do Chile.